# Cattedrale di San Carlo Borromeo (Saint-Étienne)
La cattedrale di San Carlo Borromeo (in francese: Cathédrale Saint-Charles-Borromée de Saint-Étienne) è il principale luogo di culto cattolico di Saint-Étienne, nel dipartimento della Loira. La chiesa è sede del vescovo di Saint-Étienne.

## Storia
Il progetto per la costruzione di una grande chiesa è stato deciso nel 1830 sui piani disegnati dalla scuola Bossan e grazie al contributo economico di re Carlo X e per questo la chiesa venne intitolata a San Carlo Borromeo. Il nuovo edificio doveva servire quartieri in espansione della città ma, per ragioni politiche, la costruzione venne procrastinata per molti anni, mentre venne invece costruita una cappella temporanea, benedetta solo l'11 settembre 1840 dal cardinale Louis Jacques Maurice de Bonald a causa dell'ostruzionismo dei repubblicani. La cappella servì come chiesa parrocchiale fino al 1923, venne poi abbandonata alla vigilia della seconda guerra mondiale, fu trasformata in ufficio durante il conflitto e distrutta dopo pochi anni.
Il 3 novembre 1912 venne intanto posata la sua prima pietra per la nuova chiesa, inaugurata il 20 novembre 1923. La nuova chiesa venne quindi consacrata da mons. Maurin il 23 maggio 1933. Il 1971 papa Paolo VI fondò la diocesi di Saint-Étienne ed elevò la chiesa di San Carlo Borromeo a cattedrale.